# 歐洲飲食

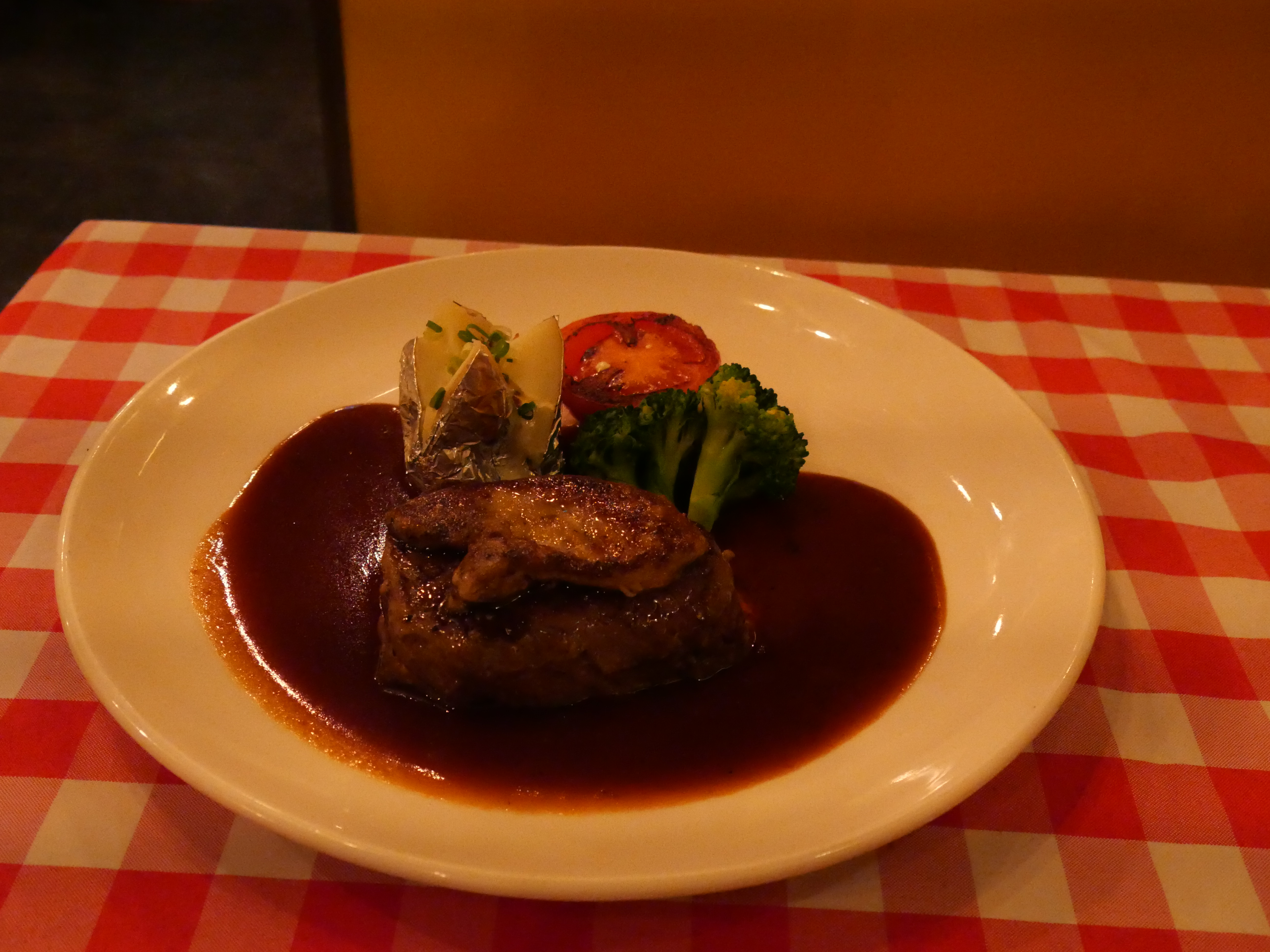
牛排

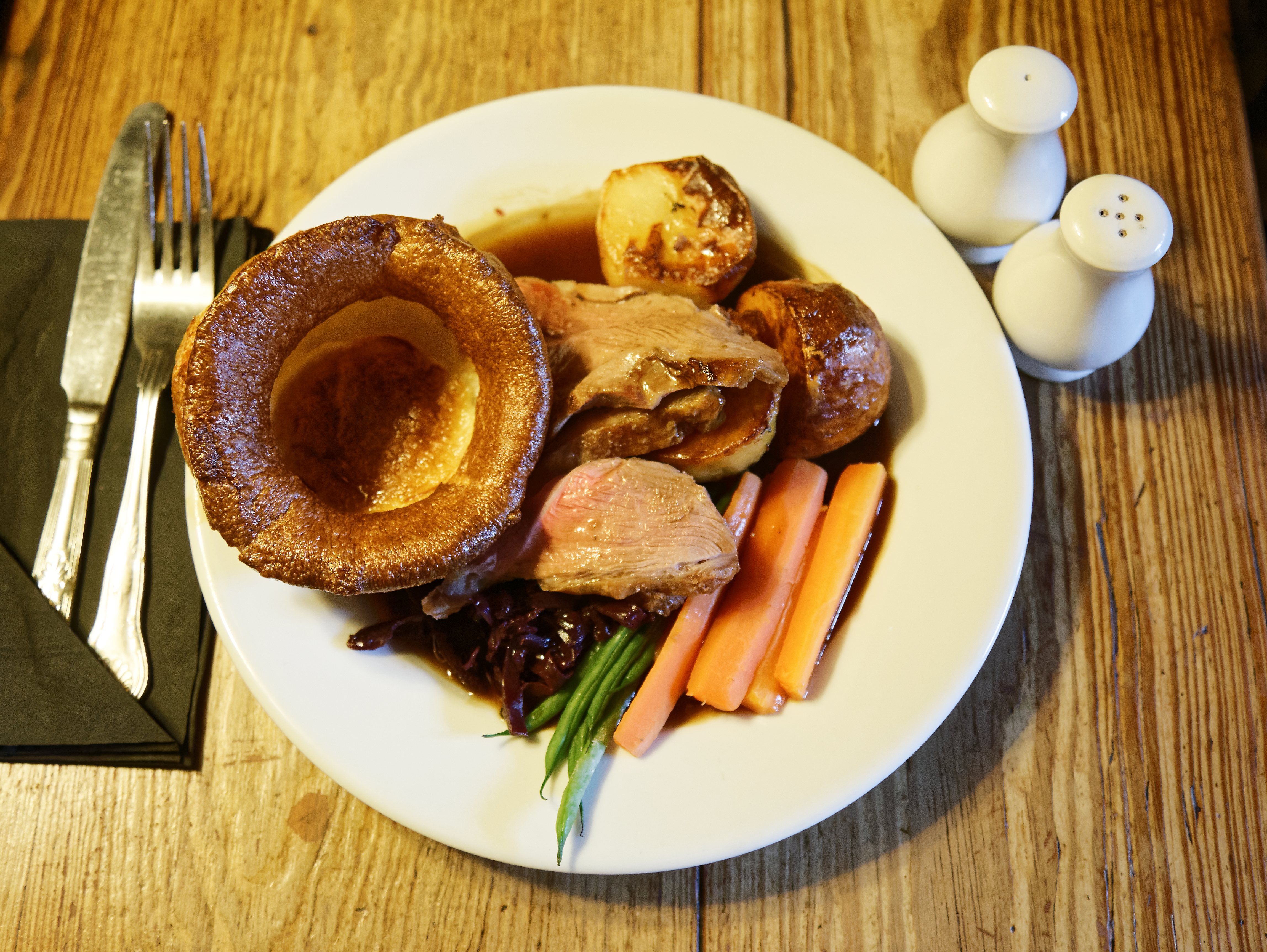

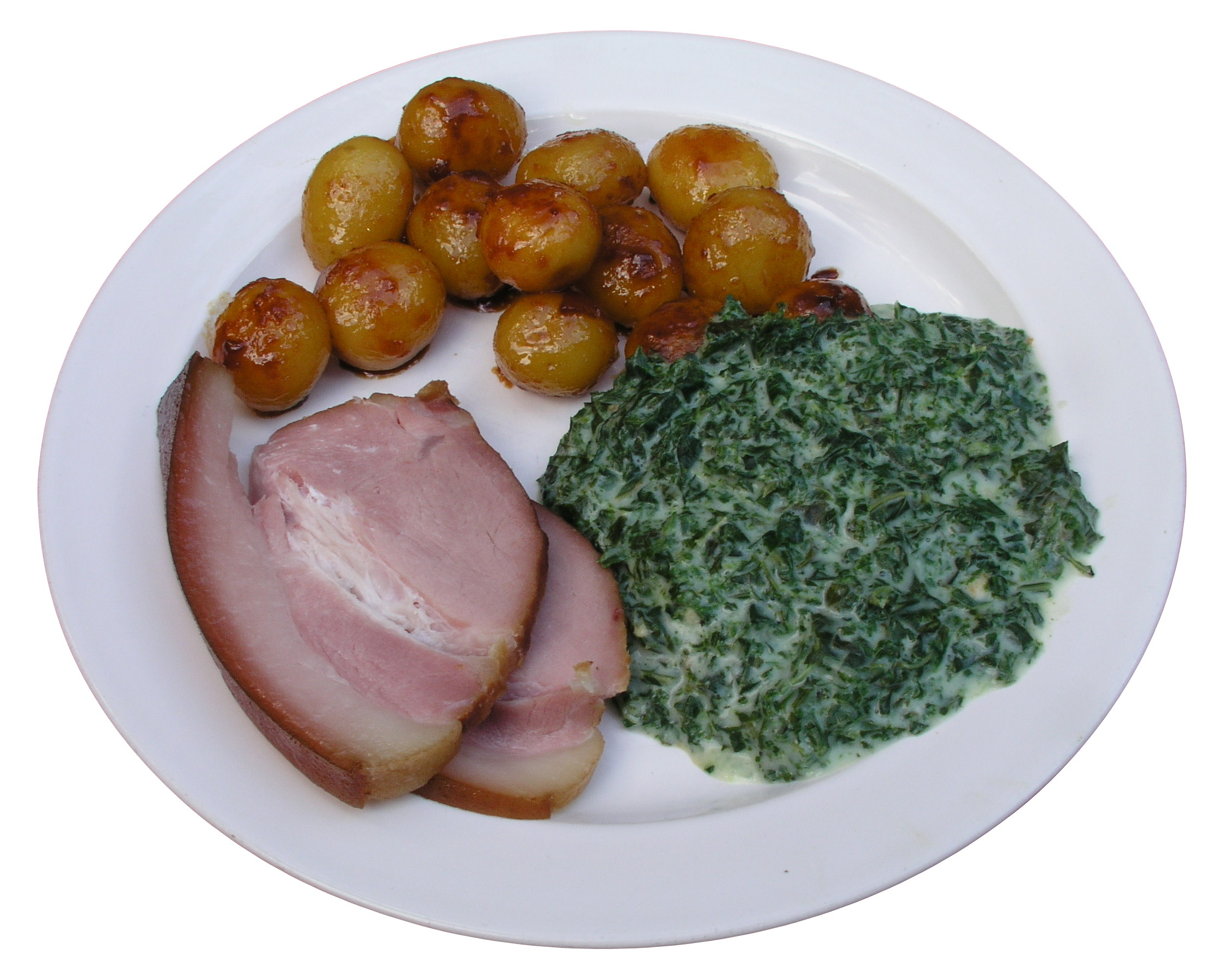
火腿，焦糖土豆和羽衣甘蓝

歐洲飲食，又稱欧洲料理、歐式料理等，是對欧洲国家共同享有的料理方法、食用器具、用餐禮儀以及菜餚本身的總稱，属于西餐的一种。
鑑於義大利和法國兩國在歐美的美食科技上有卓越影響力，故西餐以義大利菜和法國菜為影響範圍最廣的代表，東亞人眼中最正式的西餐也基本屬於這兩類。另外，20世紀後進入大量生產、大量銷售的工業化時代，因此西餐也出現了各種簡單方便的變種，例如美式快餐、墨西哥辣菜、輕食等。

## 定義
- 廣義：指的是欧洲白人的飲食文化，以及受到歐洲白人影響的飲食文化全體。由於欧洲大陆及歐洲人的殖民地广闊，造成在西餐的範圍之內也能有極大的文化區別，在美國、加拿大、墨西哥、澳洲等非歐洲國家的白人菜也能算入西方菜的一部份。[來源請求]
- 狭义：指的是西方國家最高級的那一類的“正餐”，通常會包括湯、前菜、主菜、甜點及飲料，以套餐的形式上菜，需要先徹底吃完一盤才能將舊的盤子撤下，再換第二盤吃。[來源請求]

## 圖集

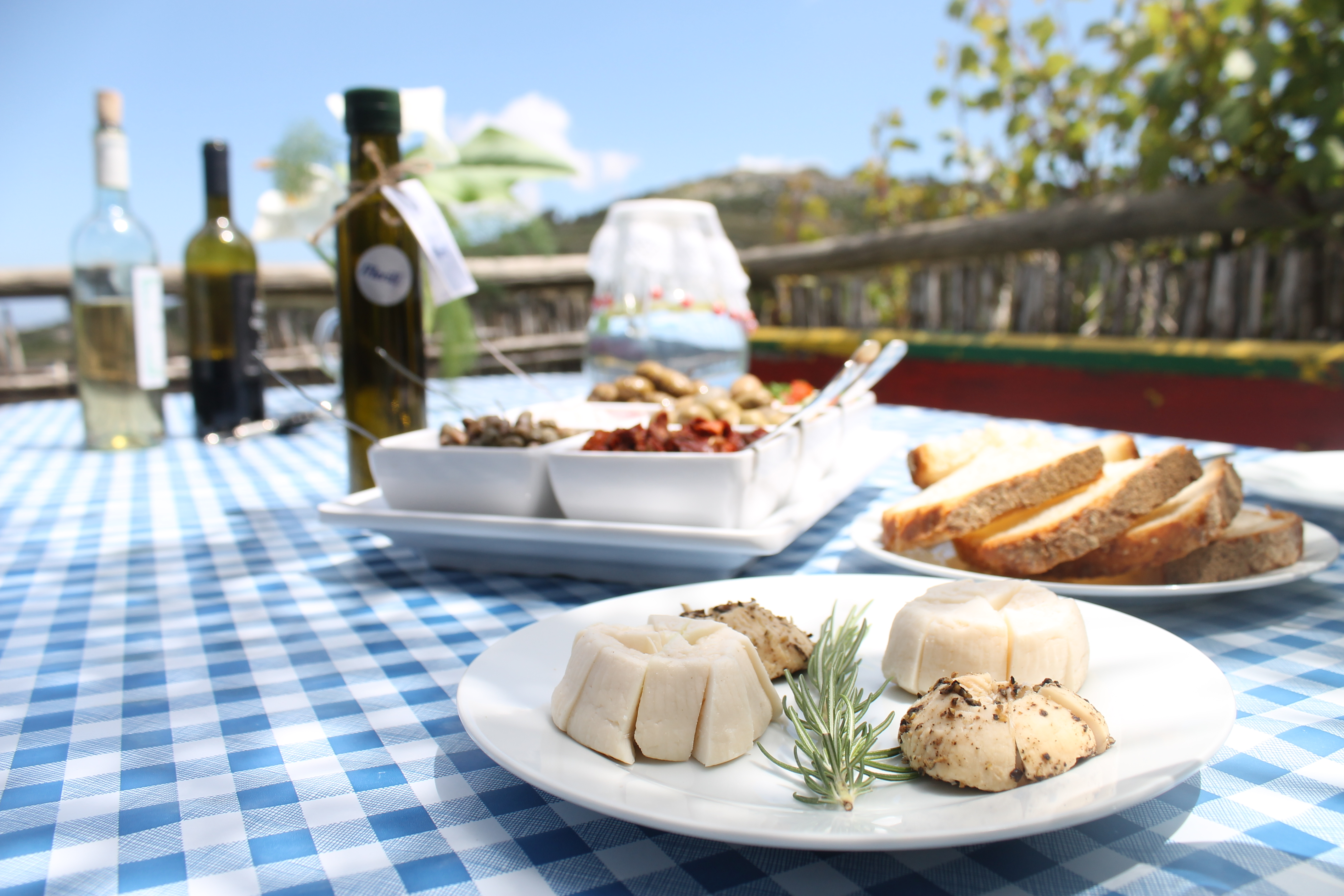
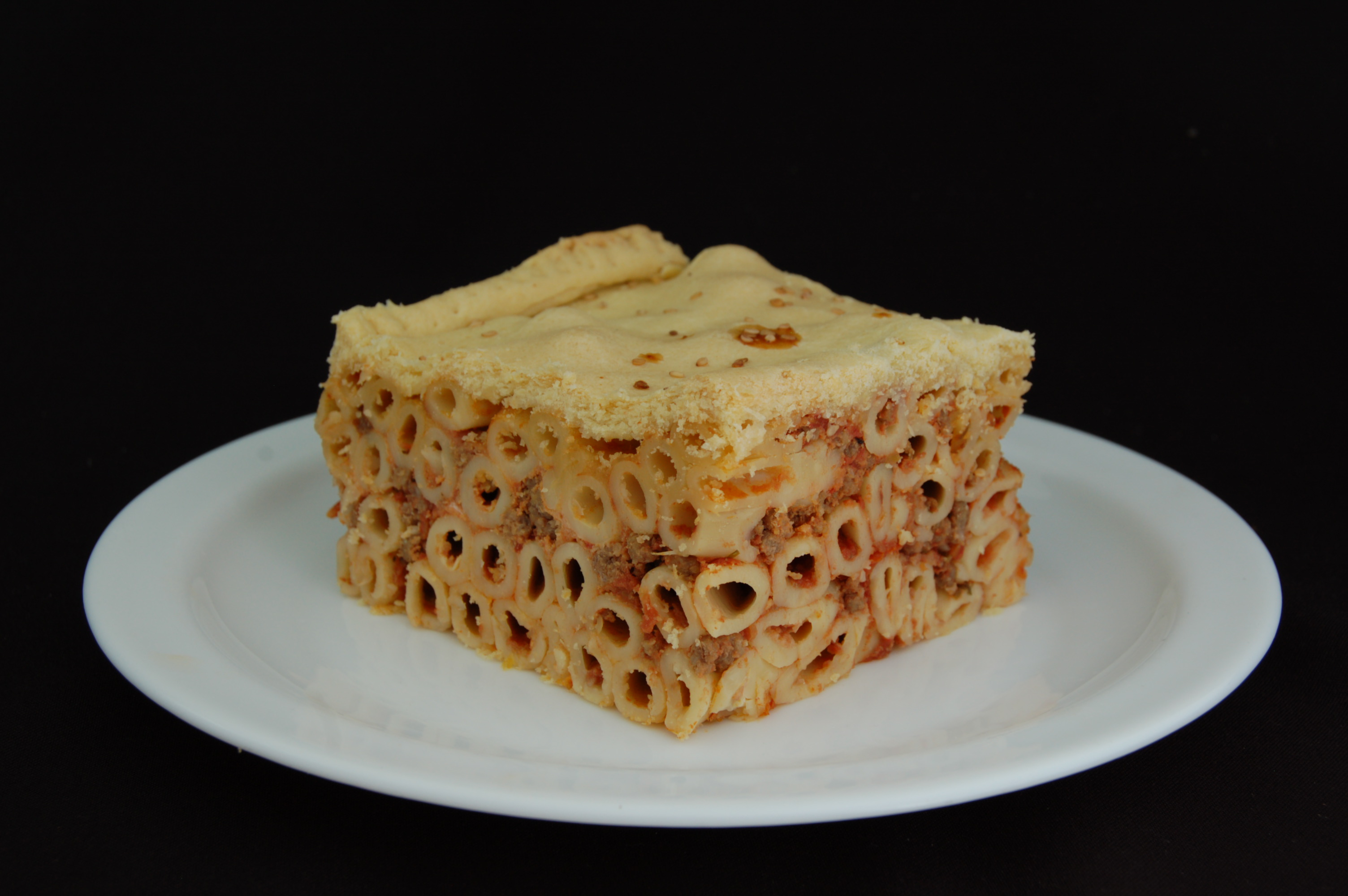
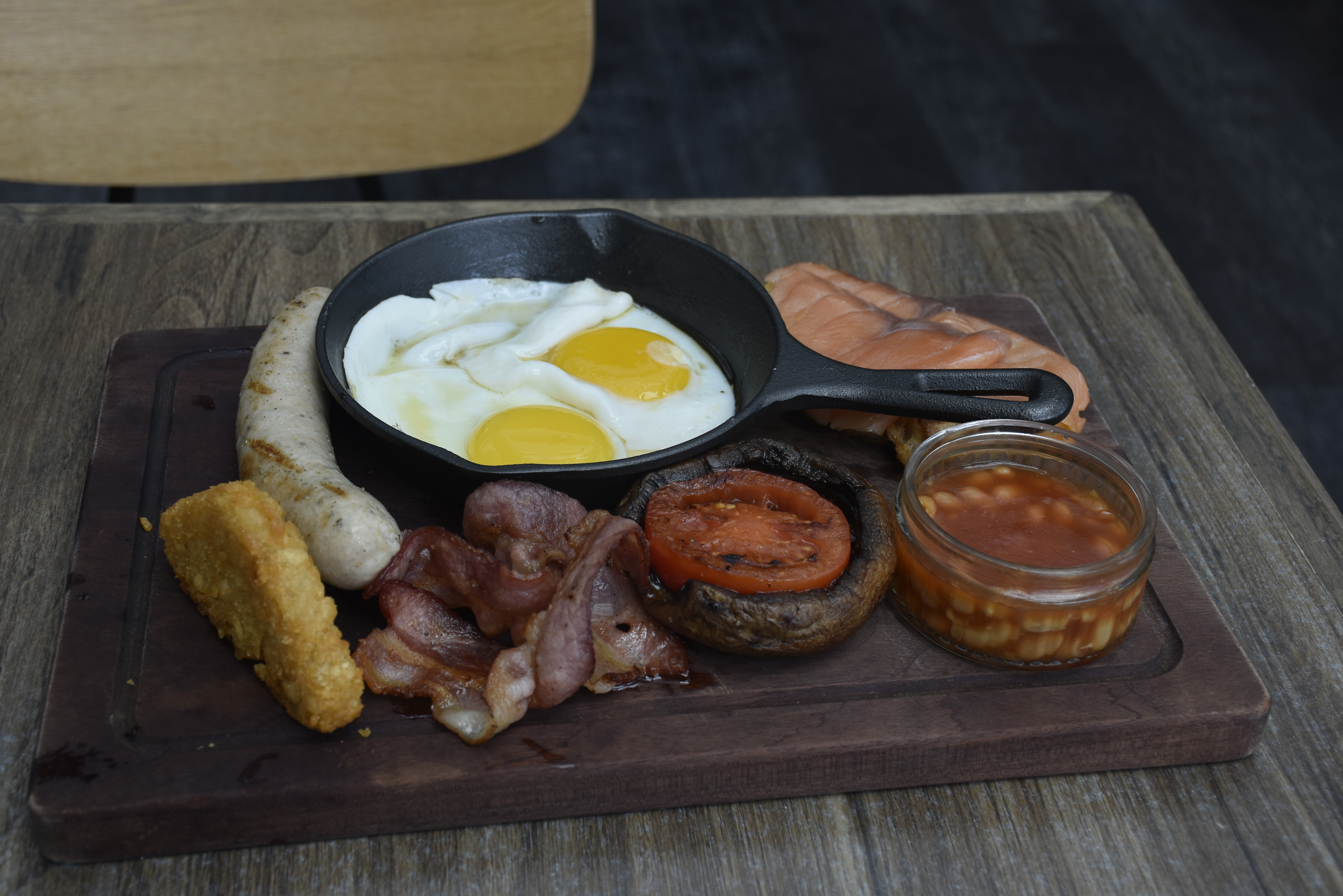
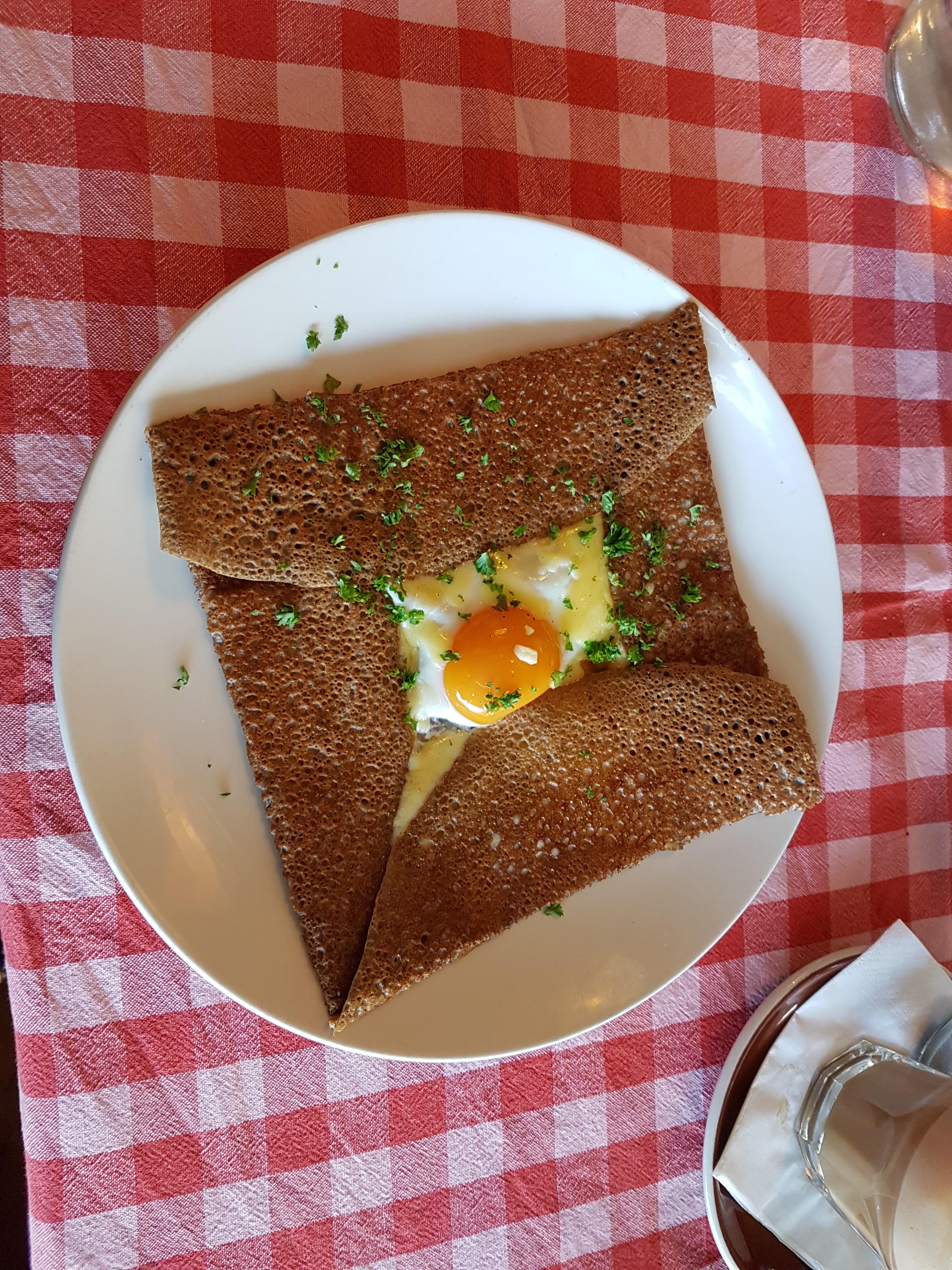
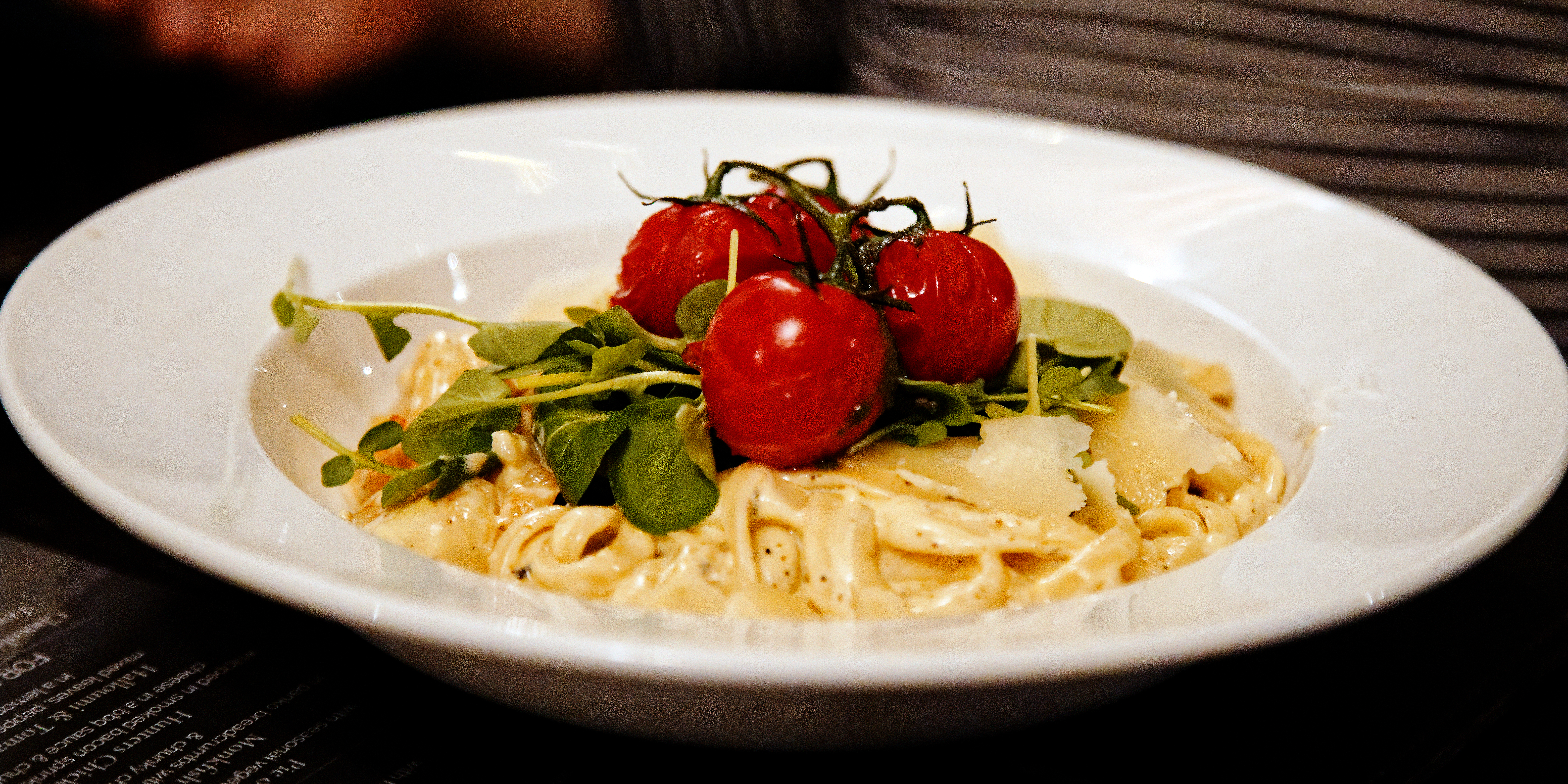
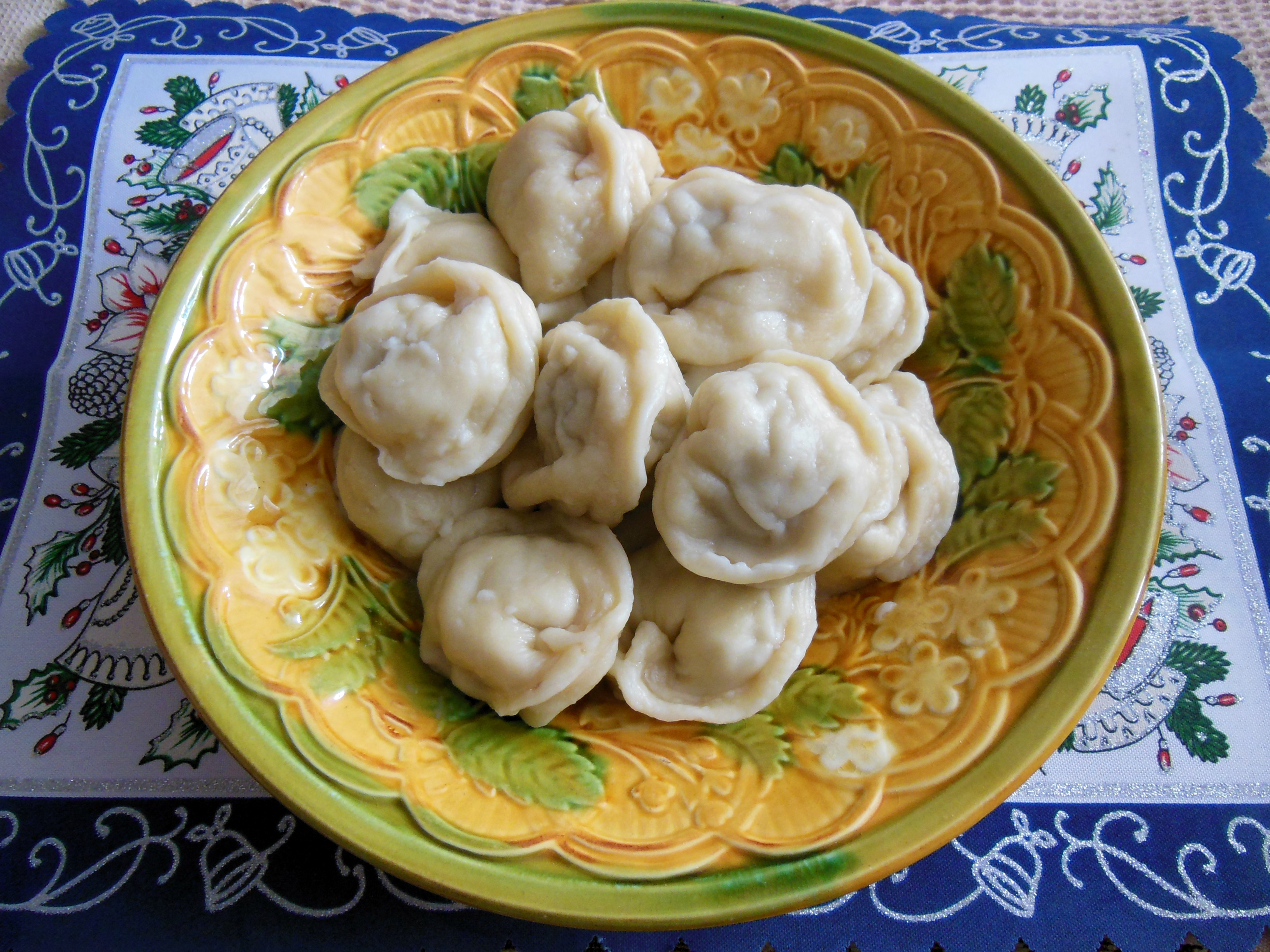
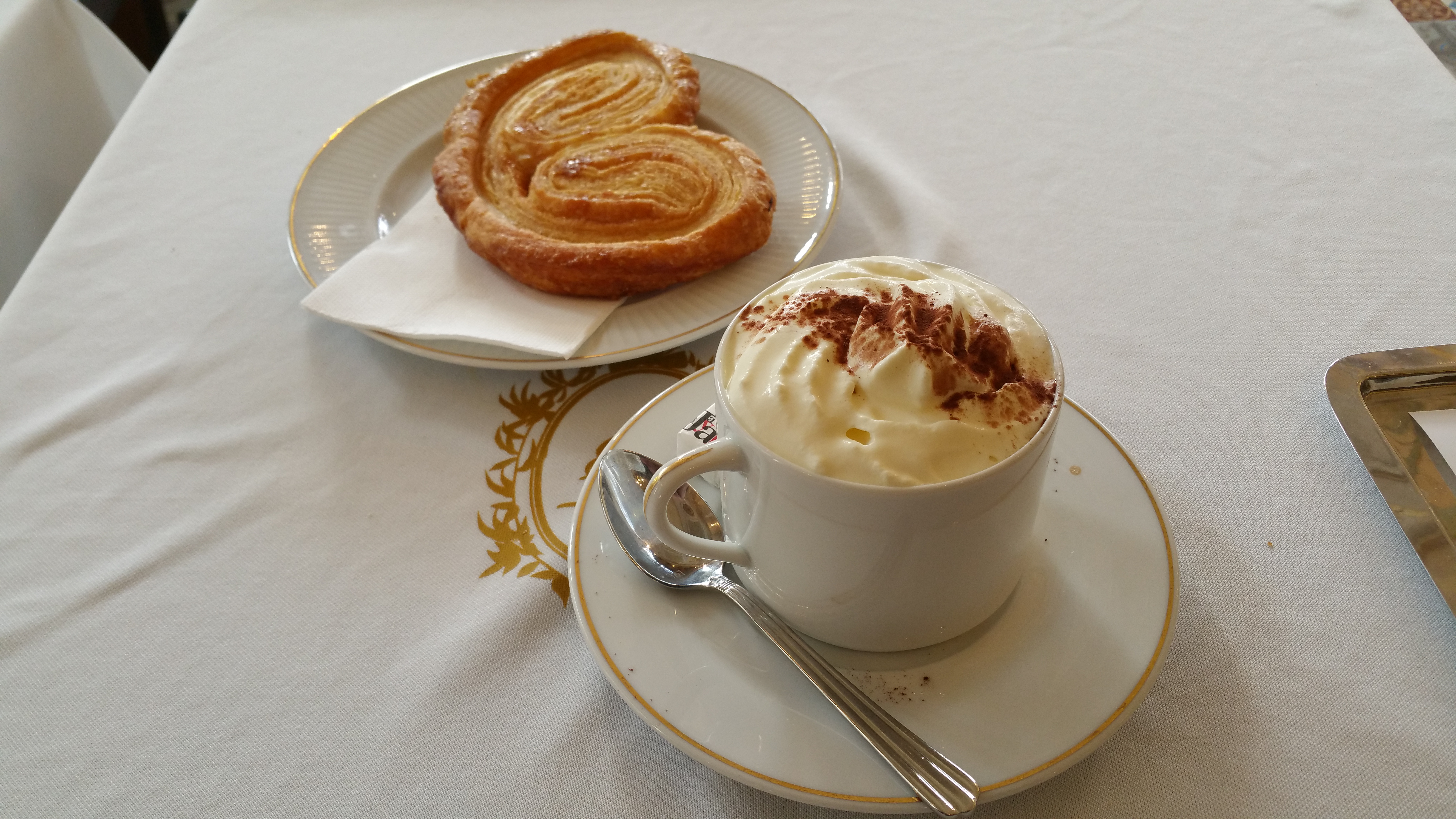
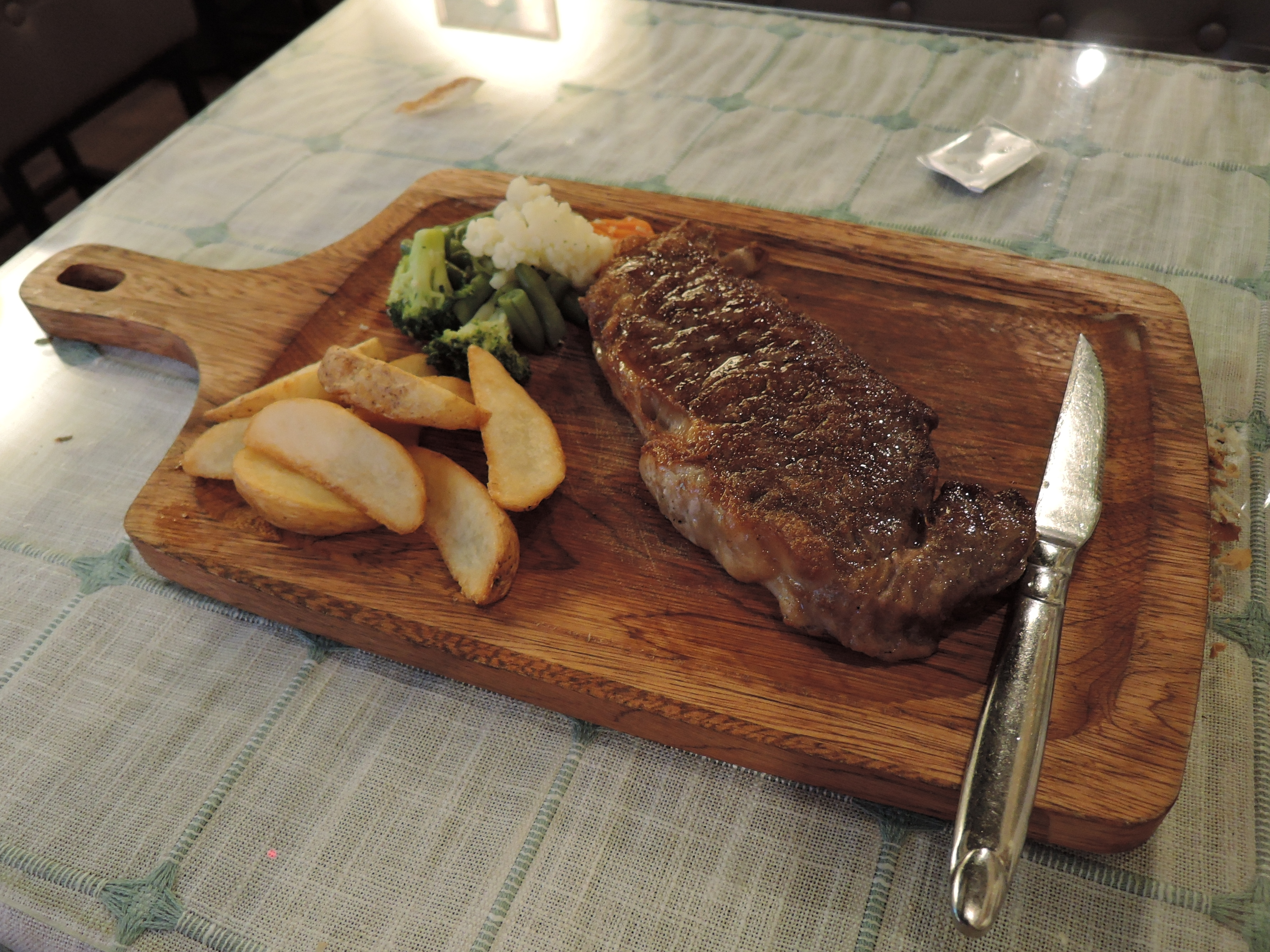
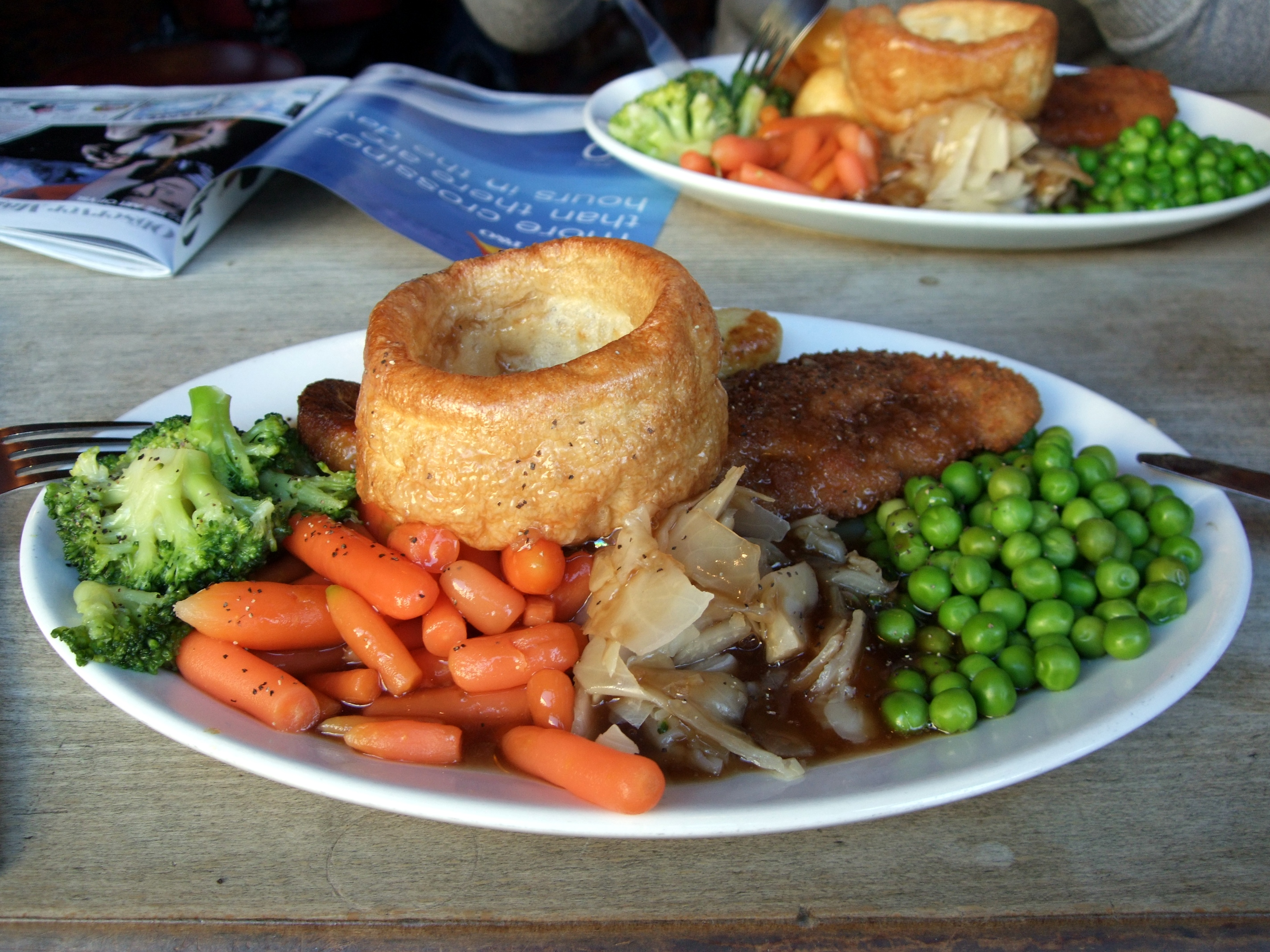
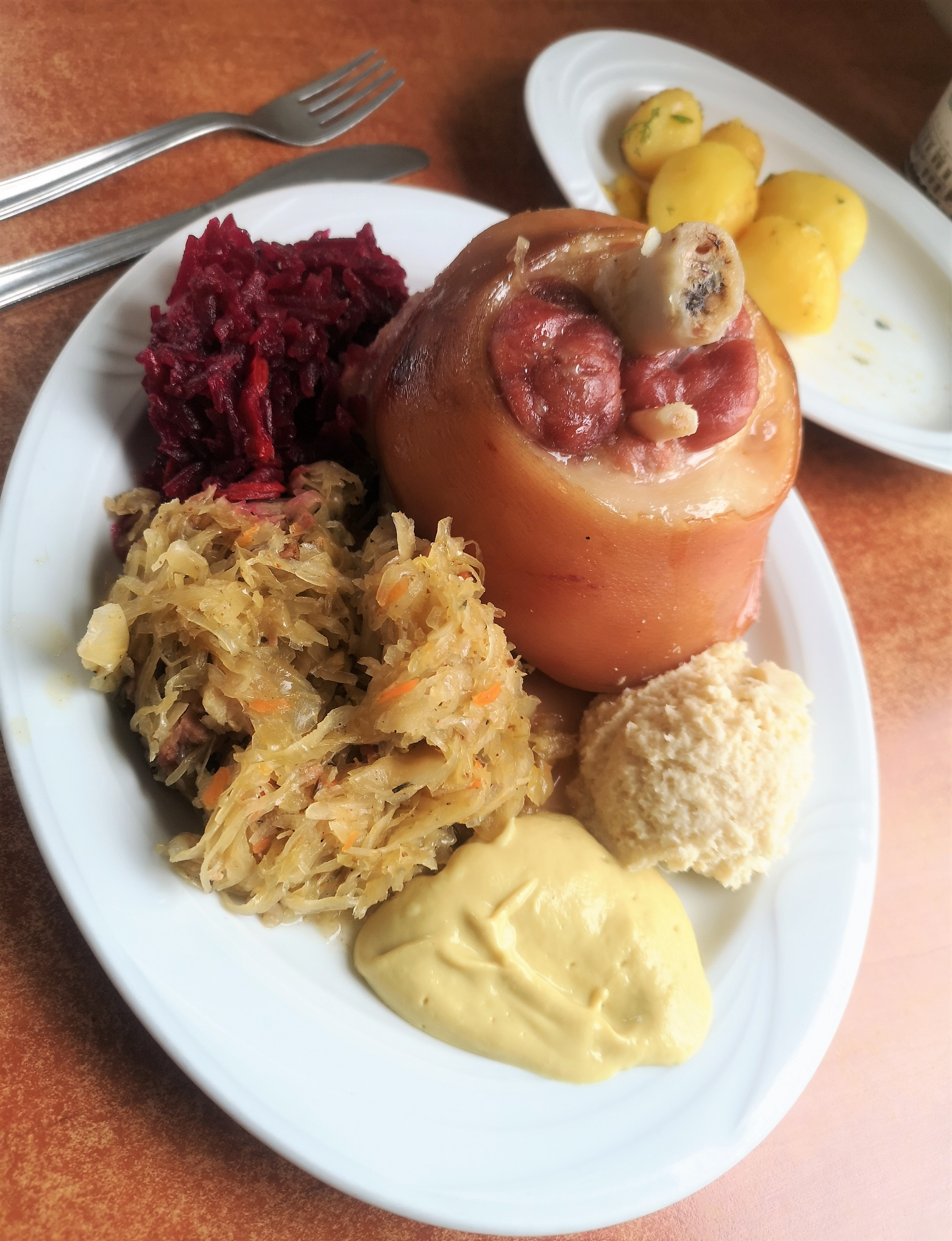
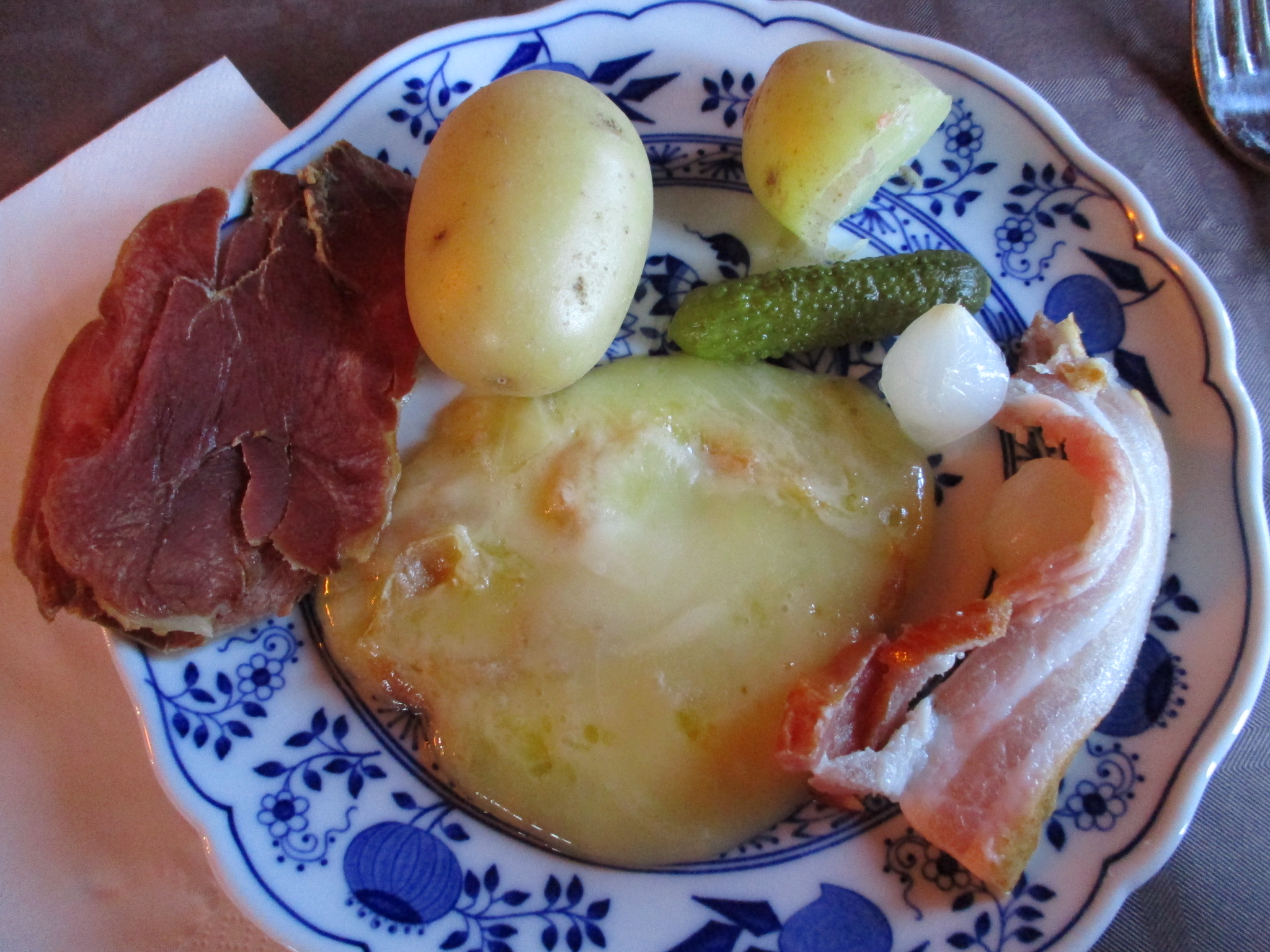
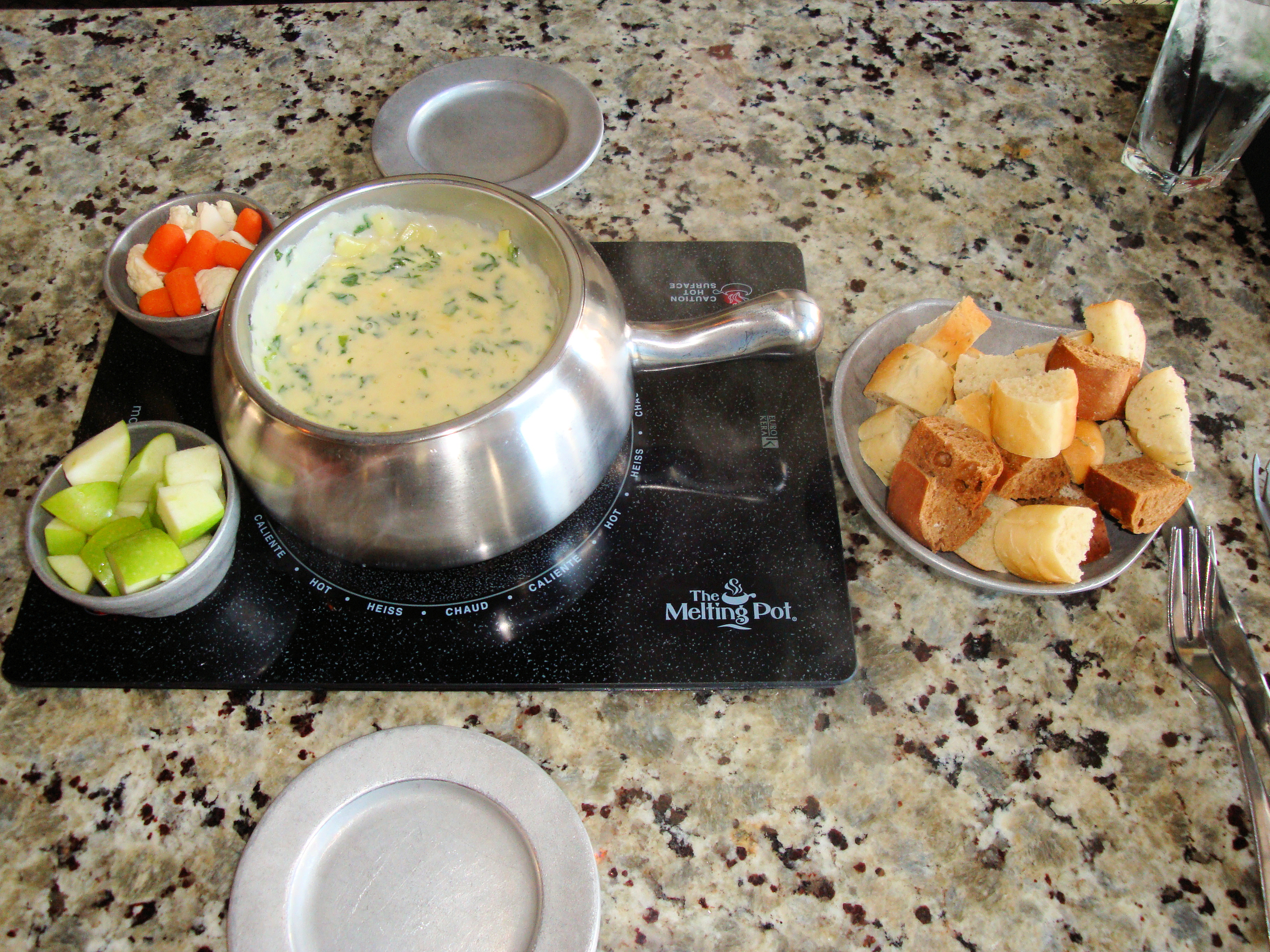
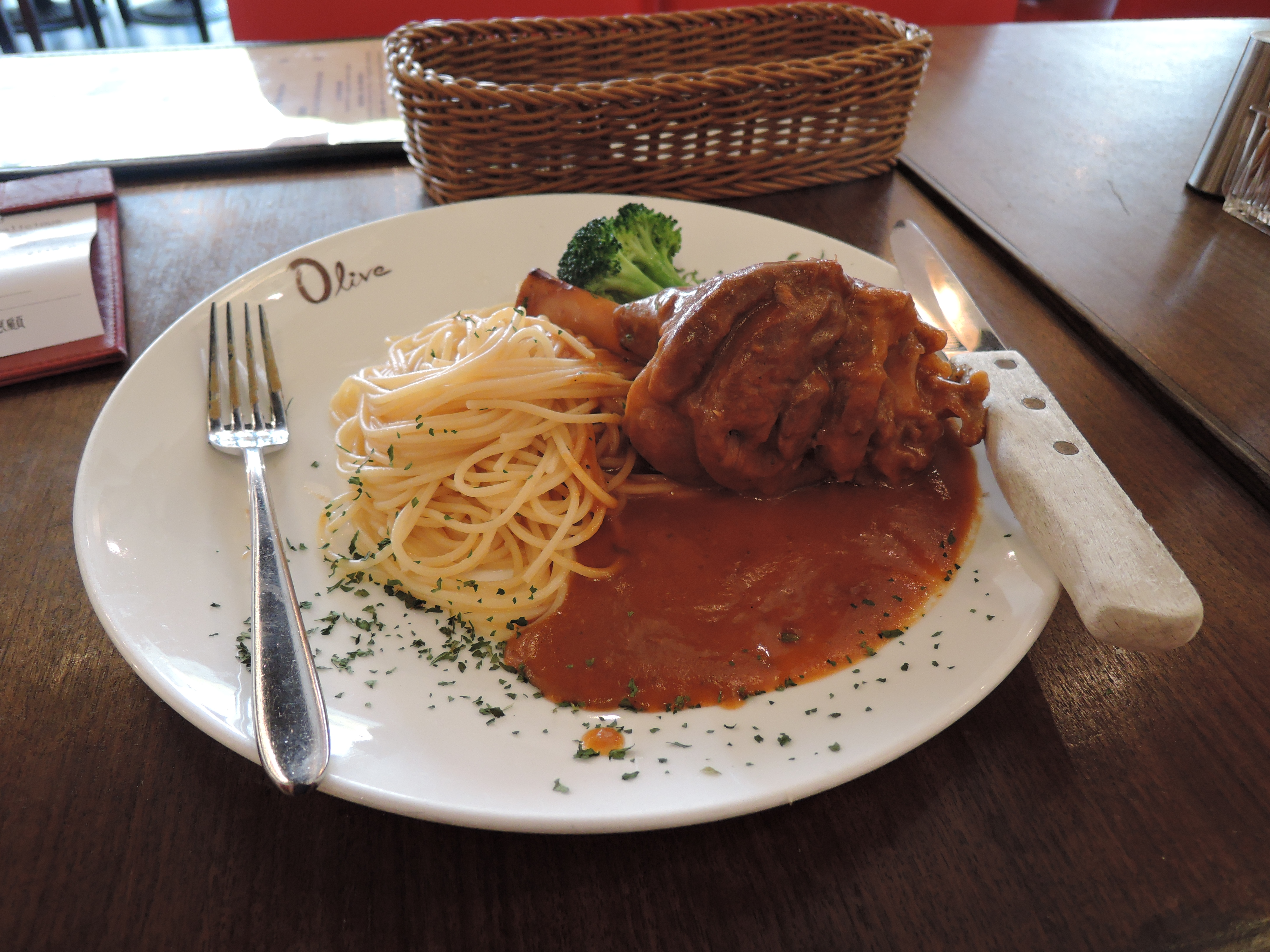
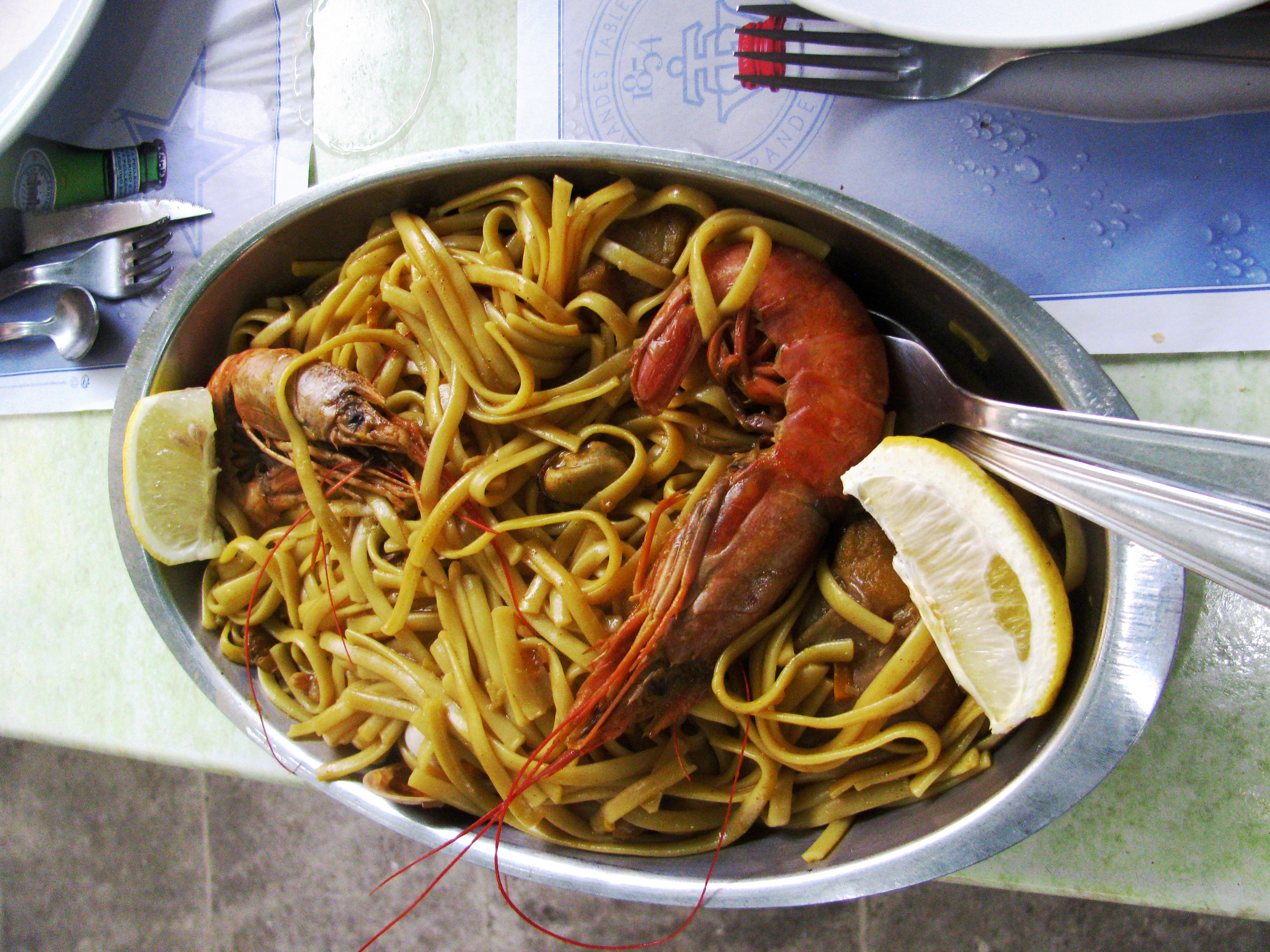
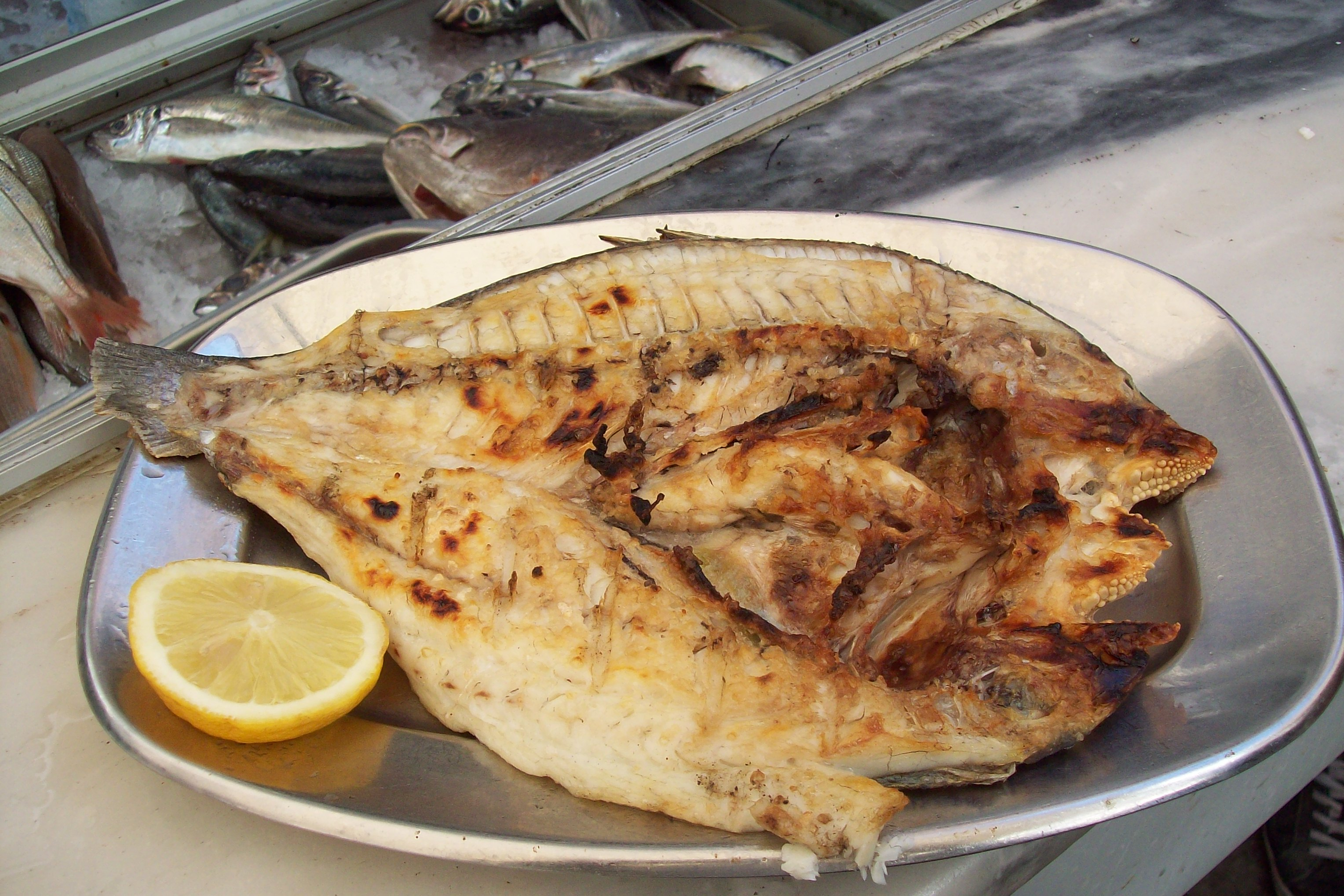
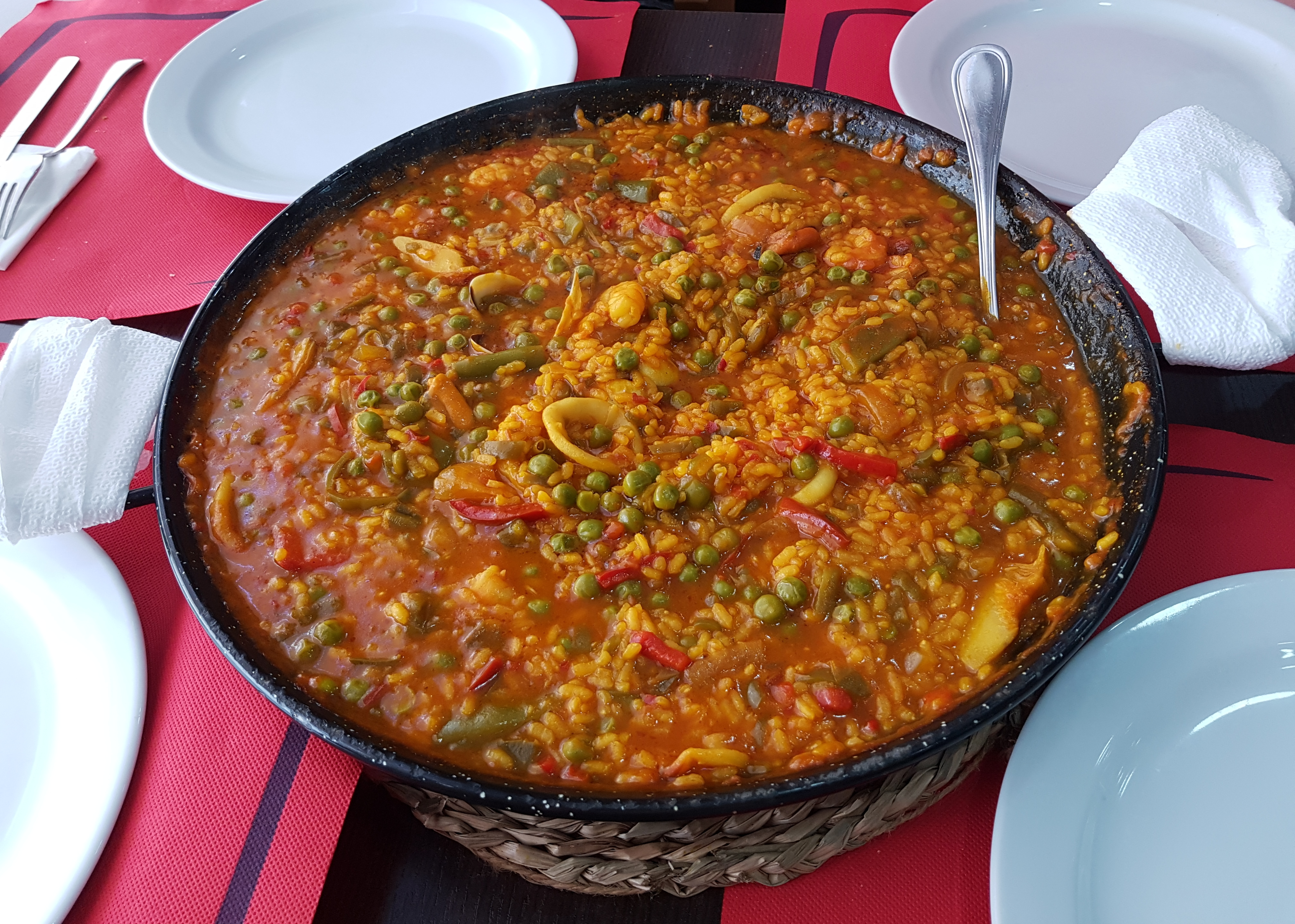
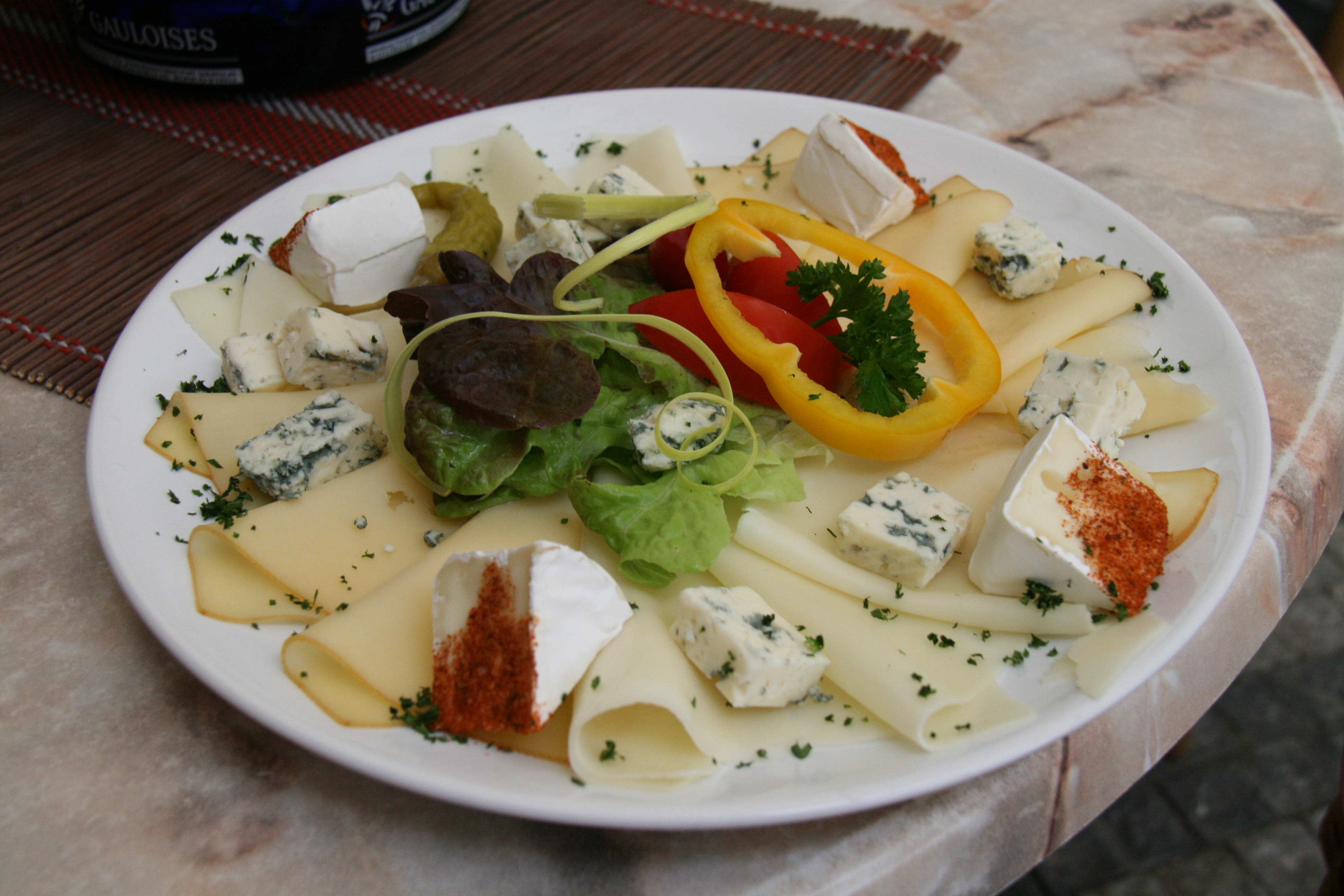
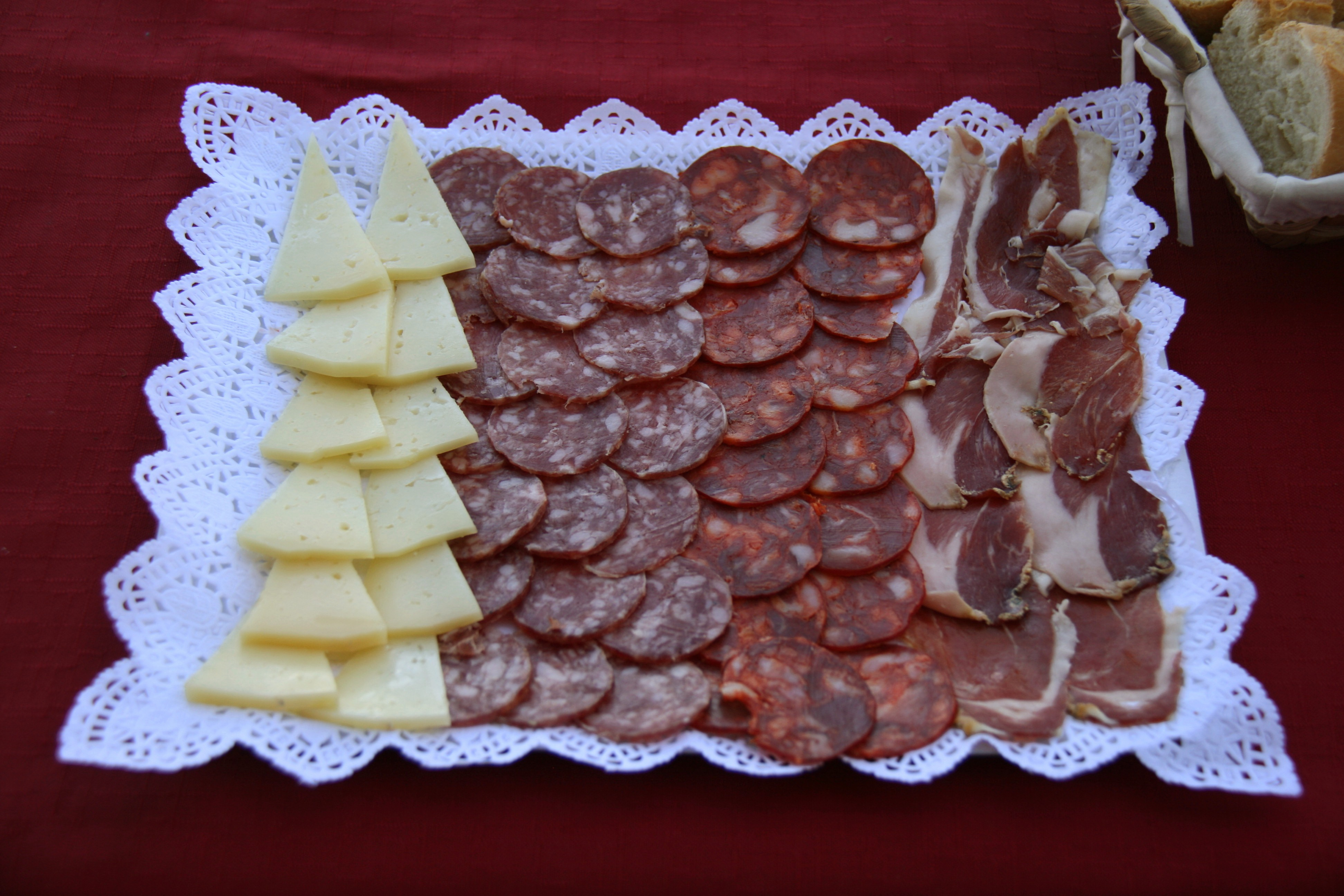
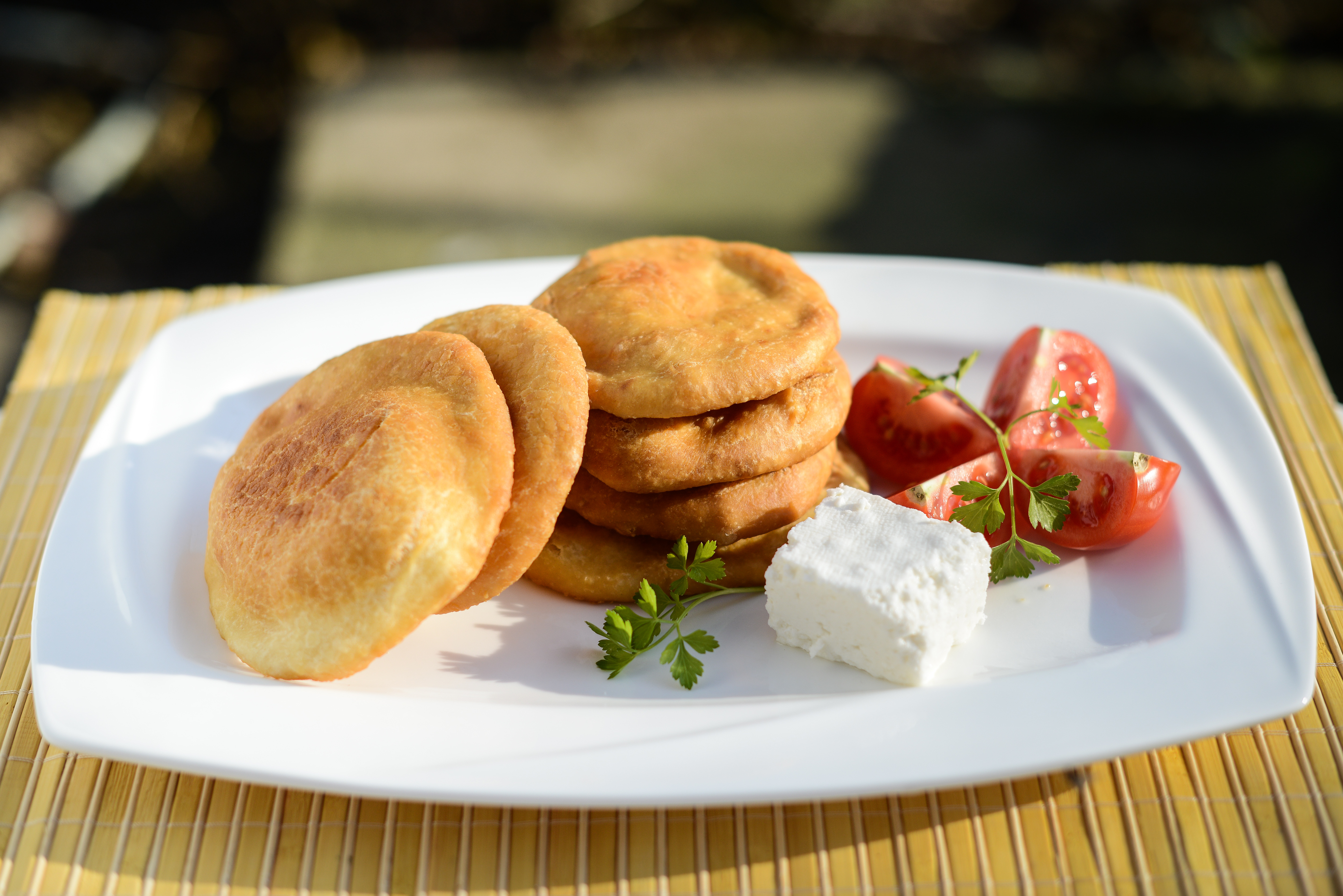
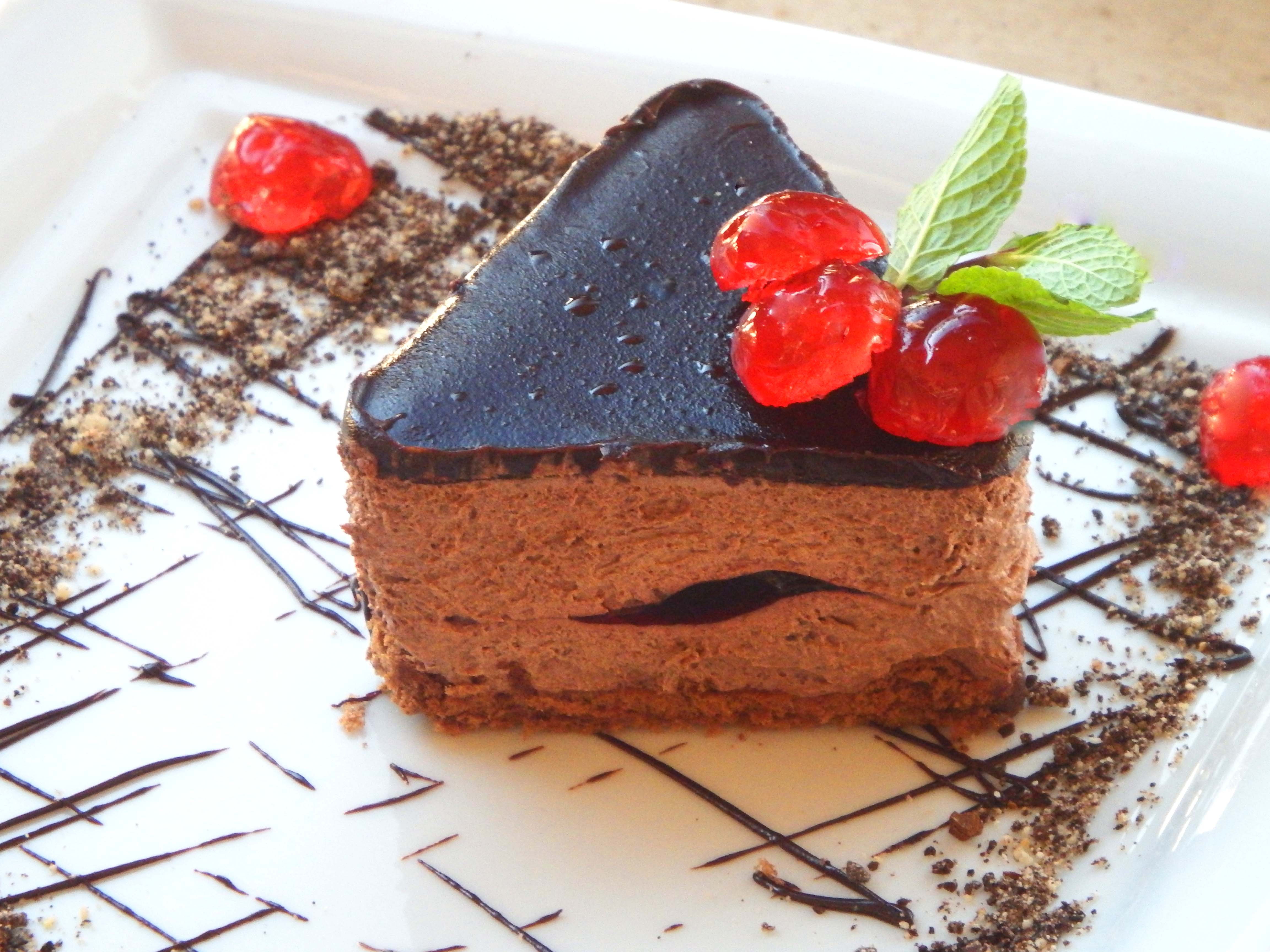

## 欧洲各地饮食文化
- 義大利飲食文化
- 法國飲食文化
- 西班牙料理
- 俄羅斯飲食
- 希臘飲食
- 德国飲食文化
- 賽普勒斯飲食
- 芬蘭飲食文化
- 瑞典飲食文化